# ماریان ورنر
ماریان ورنر (آلمانی: Marianne Werner؛ ۴ ژانویه ۱۹۲۴ - ۲۲ ژوئیهٔ ۲۰۲۳) ورزشکار دو و میدانی اهل آلمان بود.
وی در مسابقات کشوری و بین‌المللی در مجموع برندهٔ ۱ مدال طلا، ۱ مدال نقره، ۱ مدال برنز شده‌ بود.